# وانگ نانژن
وانگ نانژن (انگلیسی: Wang Nanzhen; ۲۷ نوامبر ۱۹۱۱ – ۱۹۹۲) بازیکن بسکتبال اهل چین بود. وی در بازی‌های المپیک تابستانی ۱۹۳۶ شرکت کرده‌است.